# Polystoechotes gazullai
Polystoechotes gazullai là một loài côn trùng trong họ Polystoechotidae thuộc bộ Neuroptera. Loài này được Navás miêu tả năm 1924.